# Postal²
Pour les articles homonymes, voir Postal.
Postal² est un jeu vidéo de tir à la première personne, développé par le studio Running With Scissors en 2003 sur PC. Interdit de vente dans de nombreux pays dont la France, de par la violence gratuite proposée aux joueurs, le jeu est devenu célèbre grâce à Internet.
Il constitue la suite du jeu Postal sorti en 1997, lui-même ayant été très controversé.
Le terme « postal » vient ici de l'expression américaine « Going postal »  qui signifie littéralement « commettre des meurtres en masse ». Cette expression fait référence à une série de massacres perpétrés dans les années 1980 par des employés des services postaux aux États-Unis.
Le jeu est présenté au musée Nobel dans le cadre de l'exposition Freedom of Speech: How Free is Free? (en français : Liberté de paroles : A quel prix ?) en 2009.

## Système de jeu
Le joueur incarne un marginal qui a une tendance aux comportements hystériques, le Postal Dude. C'est un homme grand et fin, qui porte des lunettes de soleil et un grand manteau noir. Le jeu se passe dans la ville fictive d'Arizona appelée Paradise, et se découpe en 5 jours, du lundi au vendredi. Le joueur doit effectuer diverses tâches tout au long de chacune de ses journées.
Par exemple, la première mission consiste à aller chercher le chèque de la paie dans une société de jeux vidéo. Mais cette dernière est prise d'assaut par des manifestants contre la violence dans les jeux vidéo.
Les missions suivantes varient entre déposer le chèque à la banque, diverses courses à faire, de la visite à la famille, rendre un livre à la bibliothèque… Mais souvent, un évènement indépendant de Postal Dude rendra la mission plus difficile. En ce qui concerne les achats, il s'avère vite que le chèque de départ n'est pas suffisant pour tout prendre. Le joueur se verra alors contraint de trouver de l'argent en tuant des passants, en pénétrant dans les maisons, en faisant un casse à la banque… ou alors d'attaquer le vendeur pour ne pas avoir à payer. La situation peut donc engendrer beaucoup de violence gratuite.
À l'instar de la série Grand Theft Auto, le jeu cherche à être non-linéaire en permettant au joueur d'explorer Paradise. Toutefois, et comme le fait également GTA, les premiers niveaux se passent dans une zone délimitée, qui s'ouvre en progressant dans le jeu. Chaque jour qui passe, les passants sont de mieux en mieux armés, de nouveaux équipements sont disponibles, comme des armures à la place du gilet de protection en kevlar, les représentants de l'ordre laissent place à des militaires. L'aire de jeu est découpée en plusieurs zones, qui nécessite un temps de chargement pour passer de l'une à l'autre. Les voitures sont présentes dans le jeu, mais ne peuvent être conduites.
Le jeu comporte par ailleurs un caméo de Gary Coleman qui fait une brève apparition durant une mission où le joueur doit obtenir son autographe.
Remarque : Il existe un niveau caché (présent uniquement sur l'addon Share the Pain ou une fois le patch 1337 installé) derrière la caravane que le Postal Dude habite, dans un tunnel menant aux égouts. Ces égouts sont habités par des milliers de fanatiques au physique de talibans. En évoluant dans ces égouts, vous pourrez trouver une arme bactériologique inédite et des murs de prière, entre autres.
De même, le tunnel secret à sens unique (vous ne pouvez l'emprunter que dans un sens) qui part de la réserve du magasin repère de « talibans » et arrive dans un buisson devant la bibliothèque permet de récupérer un lance-roquettes et de se mesurer pour cela avec des chiens morts-vivants.

## Controverse
Les développeurs réfutent les critiques sur la violence de leur jeu en expliquant que le joueur est libre, et qu'il est seul à décider ou non, de l'utilisation de la violence pour arriver à ses fins. Les développeurs font remarquer que les différentes missions à accomplir peuvent s'effectuer sans que le joueur génère de violence, mais celui-ci peut délibérément la créer.
Malgré cela, les critiques considèrent que le jeu incite le joueur à avoir un comportement de tueur. En effet, des groupes d'habitants de Paradise peuvent également attaquer le joueur rien que parce qu'ils le détestent. Il existe d'ailleurs des groupes contre à peu près tout, contre la violence des jeux vidéo, contre la destruction des arbres pour faire des livres (manifestants qui mettront feu à la bibliothèque).
Kimveer Gill, le tueur du collège Dawson à Montréal (Québec), jouait régulièrement à toutes les versions de Postal et s'habillait quotidiennement comme le Postal Dude dont il avait en outre l'apparence physique. Depuis la tuerie du 13 septembre 2006, l'interdiction de vente des jeux du genre est de plus en plus évoquée au Québec et au Canada,.
Un bon nombre d'éléments du décor comme les noms de magasins ont un rapport avec la violence et l'humour noir. Par exemple, sur les publicités pour une assurance-vie, le slogan utilisé est « Hey Kids! Your parents are going to DIE! », « Eh les Enfants ! Vos parents vont MOURIR ! »).

## Mod
Eternal Damnation est un Mod de jeu qui est sorti en 2006, il s'agit d'un projet amateur accepté par Running with Scissors produit par Resurrection Studios. Contrairement à la plupart des mods de Postal (tels que A Week In Paradise), Eternal Damnation met en scène un nouveau personnage, dans des cartes totalement inédites.

## Série
La série est actuellement constituée de quatre volets :
- Postal ;
- Postal² :
  - Postal² : 1337 Patch permettant d'avoir de nouvelles armes et débloquant des codes,
  - Postal² : Apocalypse Week-end Nouveau mods avec une tout autre histoire se déroulant dans de nouveaux lieux,
  - Postal² : AW7 reprenant le jeu d'origine postal mais sur sept jours au lieu de cinq avec plus de 30 armes différentes comme la sainte grenade, la faux de la mort, des seringues empoisonnées, des futs de Zyklon B, la machette etc.,
  - Postal² : Share the Pain, comportant un mode multijoueur,
  - Postal² : Share the Pain Free Multiplayer, comportant un mode multijoueur en téléchargement gratuit,
  - Eternal Damnation est un Mod de jeu qui est sorti en 2006, c'est un projet amateur accepté par Running with Scissors produit par Resurrection Studios. Contrairement à la plupart des mods de Postal (tels que A Week In Paradise), Eternal Damnation met en scène un nouveau personnage, dans des cartes totalement inédites,
  - Postal² : Paradise Lost: Une extension sortie le 17 avril 2015 et voyant le retour du Postal Dude à Paradise onze ans après les événements d' Apocalypse Weekend dans le but de retrouver son chien.
- Postal Babes (en), sorti sur téléphone mobile en février 2009 ;
- Postal III, sorti sur PC le 20 décembre 2011 sur la plateforme Steam. Le développement a été envisagé pour la Xbox 360 et PlayStation 3 mais finalement été annulée.
- Postal 4: No Regerts, sorti sur PC, PlayStation 4 et PlayStation 5 le 20 Avril 2022, est la suite très attendue de Postal², mettant en scène le retour du Dude.

De nombreuses mises à jour et extensions en tous genres (armes supplémentaires, nouveaux codes de triche, traduction des textes en français…) ont vu le jour, notamment les extensions Apocalypse Weekend (par Running With Scissors) comportant deux jours supplémentaires (le samedi et le dimanche, d'où le nom), ou Apocalypse Weekend 7Days, qui permet de jouer les sept jours sans interruption, et qui est maintenant renommé A Week in Paradise en intégrant la plupart des armes de Eternal Damnation et en supprimant quelques parties soumises au droit d'auteur.
Le film Postal a été tourné en 2007, produit et réalisé par Uwe Boll.

## Dans la culture populaire
Dans la série New York, unité spéciale, épisode 14 de la saison 6, un suspect fait référence aux chats utilisés comme silencieux dans le jeu[réf. nécessaire].

## Accueil
Postal 2 a reçu des « avis mitigés ou moyens » selon le site Web de l'agrégateur de critiques Metacritic.